# پردازش جریان
پردازش جویباری (انگلیسی: Stream Processing) یا پردازش جریان گونه‌ای از پردازش است که در آن سیستم به جای پردازش داده‌های از پیش انباشته شده، داده‌هایی که به طور مداوم در حال تولید هستند (جویبار داده) را پردازش می‌کند.